# 王宗源 (政治人物)
王宗源（1481年—？），字志潔，號一山，福建泉州府晉江縣人，民籍，明朝政治人物。

## 生平
福建鄉試第四十五名舉人。正德六年（1511年）中式辛未科會試第一百十三名，登第三甲第一百五十八名進士。历官大理寺署左寺副，十二年五月出为广东按察司佥事，後以考察閑住。嘉靖六年（1527年）二月录其平贼功，诏加副使职卫致仕。

## 家族
曾祖王彛；祖父王寬，曾任壽官；父王綱，母林氏。重庆下。弟宗清、王宗濬、宗澄、宗淮、宗河、宗漢。